# Шанус
Шану́с (фр. Chanousse, окс. Chanossa) — коммуна во Франции, находится в регионе Прованс — Альпы — Лазурный Берег. Департамент коммуны — Верхние Альпы. Входит в состав кантона Розан. Округ коммуны — Гап.
Код INSEE коммуны — 05033.

## Население
Население коммуны на 2008 год составляло 48 человек.
| 1962 | 1968 | 1975 | 1982 | 1990 | 1999 | 2008 |
| ---- | ---- | ---- | ---- | ---- | ---- | ---- |
| 16   | 30   | 22   | 29   | 30   | 34   | 48   |

## Экономика
В 2007 году среди 27 человек в трудоспособном возрасте (15—64 лет) 19 были экономически активными, 8 — неактивными (показатель активности — 70,4 %, в 1999 году было 60,9 %). Из 19 активных работали 17 человек (8 мужчин и 9 женщин), безработными были 2 женщины. Среди 8 неактивных 5 человек были пенсионерами, 3 были неактивными по другим причинам.

## Достопримечательности
- Церковь Сен-Себастьен (1850 год)
- Часовня Ле-Куртий (1650 год)